# Liste der Monuments historiques in Auray
Die Liste der Monuments historiques in Auray führt die Monuments historiques in der französischen Stadt Auray auf.

## Liste der Bauwerke
| Bezeichnung           | Beschreibung | Standort                                         | Kennzeichnung | Schutzstatus   | Datum     | Bild           |
| --------------------- | ------------ | ------------------------------------------------ | ------------- | -------------- | --------- | -------------- |
| Kapelle Saint-Esprit  |              | Rue du Four-Mollet (Lage)                        | PA00090991    | Classé         | 1982      | weitere Bilder |
| Kreuz Saint-Fiacre    |              | Quai-Neuf (Lage)                                 | PA00090992    | Inscrit        | 1935      | weitere Bilder |
| Kirche Saint-Gildas   |              | Place Gabriel-Deshayes (Lage)                    | PA00090993    | Classé         | 1995      | weitere Bilder |
| Kirche Saint-Goustan  |              | Rue de l’Église (Lage)                           | PA00090994    | Inscrit        | 1925      | weitere Bilder |
| Hôtel de ville        |              | Place de la République (Lage)                    | PA00090995    | Inscrit        | 1963      | weitere Bilder |
| Haus                  |              | 1 Rue du Belzic (Lage)                           | PA00091000    | Inscrit        | 1931      | weitere Bilder |
| Haus                  |              | 1 rue du Petit-Port (Lage)                       | PA00090997    | Inscrit        | 1935      |                |
| Haus                  |              | 1, 3 place Saint-Sauveur (Lage)                  | PA00091004    | Inscrit        | 1935      | weitere Bilder |
| Haus                  |              | 19 place Saint-Sauveur Rue du Petit-Port (Lage)  | PA00091006    | Inscrit        | 1935      | weitere Bilder |
| Haus                  |              | 21 place Saint-Sauveur 1 rue Franklin (Lage)     | PA00091007    | Inscrit        | 1935      | weitere Bilder |
| Haus                  |              | 22, 28 rue Vannier (Lage)                        | PA00091008    | Inscrit        | 1931      |                |
| Haus                  |              | 23, 25 place de la République (Lage)             | PA00090999    | Inscrit        | 1964      |                |
| Haus                  |              | 3 rue Saint-René (Lage)                          | PA00091002    | Inscrit        | 1935      | weitere Bilder |
| Haus                  |              | 5 place de la République (Lage)                  | PA00090998    | Inscrit        | 1949      | weitere Bilder |
| Haus                  |              | 5 place Saint-Sauveur (Lage)                     | PA00091005    | Inscrit        | 1935      |                |
| Haus                  |              | 6 rue Saint-René (Lage)                          | PA00091003    | Inscrit        | 1935      |                |
| Haus                  |              | Rue Neuve (Lage)                                 | PA00091001    | Inscrit        | 1935      |                |
| Haus, 16. Jahrhundert |              | 21 rue du Docteur-A.-Jardin Rue des Fèves (Lage) | PA00090996    | Inscrit        | 1935      |                |
| Monument de Cadoudal  |              | Kerléano (Lage)                                  | PA00091009    | Inscrit Classé | 1948 1982 | weitere Bilder |
| Manoir de Kerdrain    |              | 16 rue Louis-Billet (Lage)                       | PA00091010    | Inscrit        | 1928      |                |
| Brücke Saint-Goustan  |              | Pont de Saint-Goustan (Lage)                     | PA00091011    | Inscrit        | 1944      | weitere Bilder |
| Priorat Saint-Cado    |              | Le Reclus (Lage)                                 | PA00091012    | Inscrit        | 1937      | weitere Bilder |

## Liste der Objekte

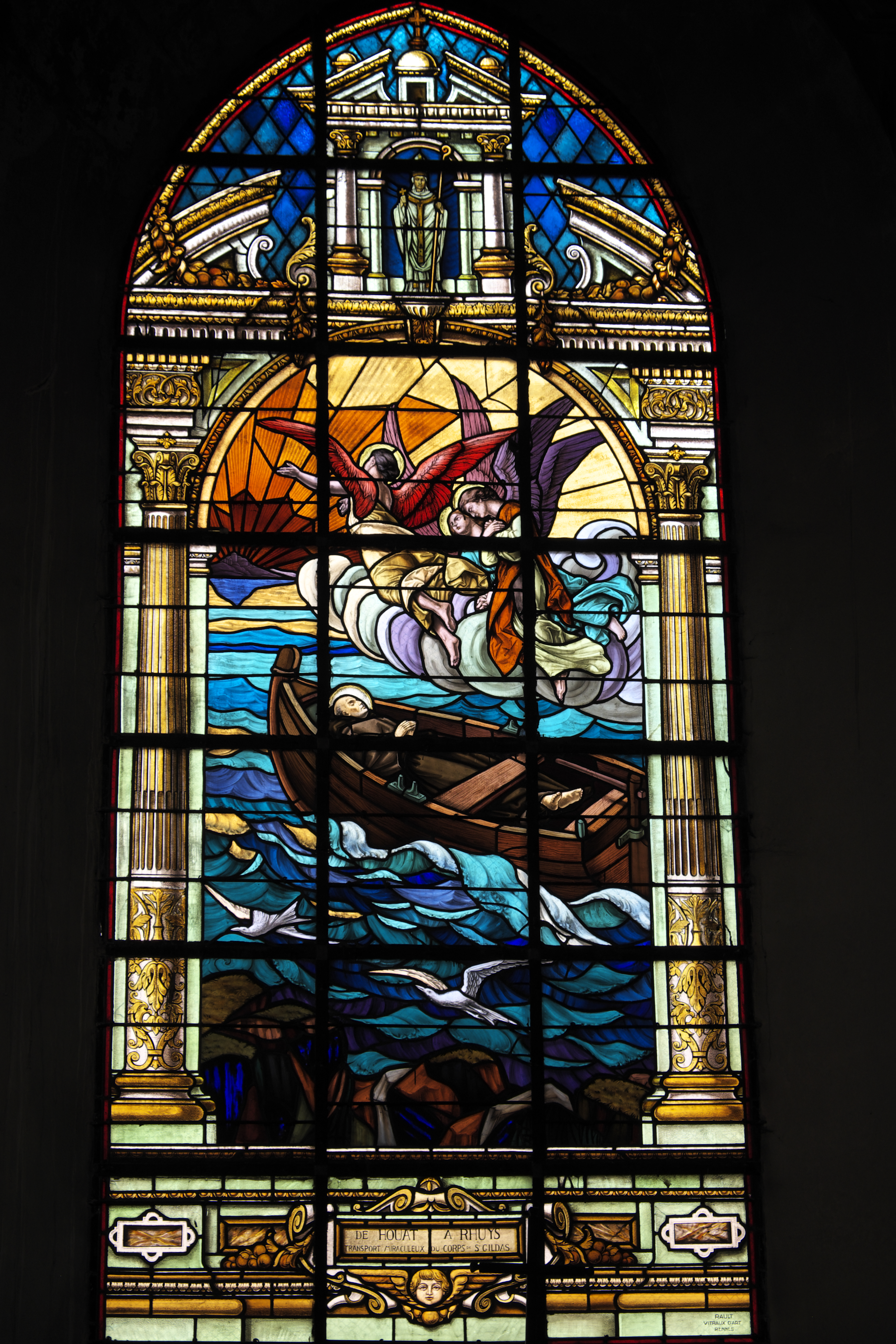
Bleiglasfenster Nr. 5 in der Kirche St-Gildas (Anfang des 20. Jahrhunderts)

- Monuments historiques (Objekte) in Auray in der Base Palissy des französischen Kultusministeriums